# Пригоди Шерлока Холмса і доктора Ватсона
«Пригоди Шерлока Холмса і доктора Ватсона» (повна російська назва: рос. «Приключения Шерлока Холмса и доктора Ватсона: Король Шантажа. Смертельная Схватка. Охота на тигра») — радянський художній фільм, друга частина телевізійного серіалу про Шерлока Холмса і доктора Джеймса Ватсона. Фільм вийшов у 1980 році та складається з трьох серій: «Король шантажу», «Смертельний двобій», «Полювання на тигра», за мотивами оповідань Артура Конан-Дойля.

## Сюжет

### Король шантажу
До Шерлока Холмса звертається його старший брат Майкрофт Холмс. Він просить у Холмса допомоги для молодої леді Єви Бреквел. Річ у тому, що леді шантажує Чарльз Огестез Мілвертон, якого називали у Лондоні «королем шантажу». Він вишукує компрометуючі листи (сексуального, любовного змісту), а потім шантажує свою жертву вимагаючи від неї певну суму грошей за нерозголошення змісту листів. За словами Шерлока Холмса, Мілвертон «найбільший негідник у Лондоні».
Леді Єва писала листи одному сквайру, але потім вирішила вийти заміж за заможного лорда й ось саме зараз, перед самим весіллям, її почав шантажувати Чарльз Огестез Мілвертон, котрий вимагає немалу суму грошей, яку леді не в змозі заплатити. Холмс та доктор Ватсон погоджуються допомогти леді Єві.
Вони розуміють, що цього разу закон безсилий проти такої погані, як Мілвертон. Тому вони були вимушені піти проти закону. Заради рятування весілля леді друзі вирішили викрасти та знищити всі компрометуючі листи «короля шантажу». 
Холмс ретельно вивчає місце розташування будинку Мілвертона та вигадує план проникнення в будинок, і викрадення всіх листів. Однак, Шерлок Холмс і доктор Ватсон, розплутавши стільки темних справ, виявилися поганими грабіжниками, особливо Ватсон.
В оранжереї Холмс порізав палець, а Ватсон вліз у грязюку і залишив купу слідів, які пізніше довелося йому швидко витирати. Коли детективи зайшли в кабінет Мілвертона, то ледь встигли сховатися за шторою, як з'явився Мілвертон, у якого цієї ночі була ділова зустріч. Проте замість очікуваної служниці, яка мала продати йому листи, прийшла переодягнена леді Хакслі. Через те, що Мілвертон надіслав листи її чоловіку, котрий прочитавши їх помер від серцевого приступу. Леді Хакслі застрелила «короля шантажу» та зникла, забравши перед цим лист, якого тримав у руці Мілвертон. 
Відразу після того, як леді зникла, Холмс разом з Ватсоном знищили у каміні кабінету всі компрометуючі листи та втекли від розлючених слуг Мілвертона. Але у Ватсона, один зі слуг, зірвав черевика, коли доктор перелазив через паркан. 
Наступного ранку на Бейкер-стріт завітав інспектор Лестрейд. Він просив у Холмса та Ватсона допомоги у розкритті убивства Мілвертона. Шерлок Холмс відмовився від втручання у цю справу і понурий Лестрейд пішов з квартири, навіть не помітивши як у каміні горів інший черевик Ватсона.
Але одразу ж після того, як Лестрейд вийшов з будинку, Холмсу прийшов лист від професора Моріарті, у якому детективу повідомлялося, що він перейшов дозволений рубіж.

### Смертельний двобій

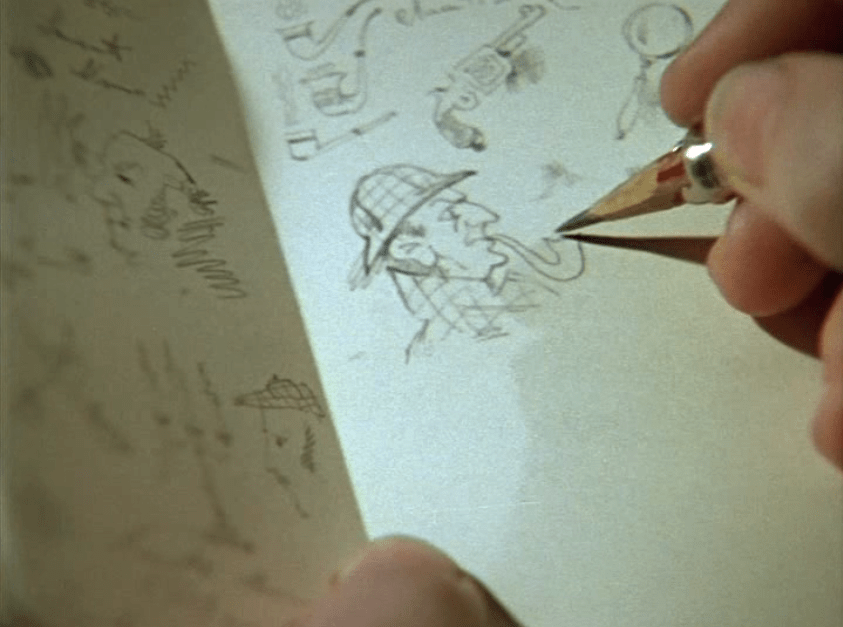
Шерлок Холмс.

Шерлок Холмс кинув виклик професору Моріарті, тому на детектива розпочалося справжнє полювання. Холмс вирішує таємно покинути Лондон та Англію, тому оселяється на деякий час у Швейцарії.
Шерлок зібрав достатньо матеріалів, щоб знищити всю організацію Моріарті, а його людей посадити за ґрати, але до суду Холмс може не дожити, стараннями професора. Тож Шерлок вирішує передати всі справи Скотланд-Ярду.
За день до від'їзду доктор Ватсон та Шерлок зайшли в клуб картярів «Богатель», де вони побачили затяту гру кількох людей, з-поміж яких виділялися полковник Моран, котрого Холмс назвав «другим злочинцем у Лондоні, після Моріарті», та молодик Рональд Адер. Проте скоро Холмс був вимушений покинути клуб «Богатель», бо йому передали листа. У цей час Ватсон став випадковим свідком такої події. Моран мухлював, тому Адер сказав йому, щоб той повернув гроші або він розповість про мухлювання полковника і того виключать з клубу. Тим часом Холмса відводять до професора Моріарті, однак йому вдалося втекти з лігвища, після чого він «завітав» до себе в дім, на Бейкер-стріт, та переодягнувшись, втік до брата. 
Наступного дня Холмс і Ватсон зустрілися в купе потягу. Вони на ходу сходять з потягу і бачать, як люди Моріарті їдуть за ним.
Друзям вдається потрапити до Швейцарії. Вони зупиняються у гірському готелі, в Альпах, де їх радісно зустрічає власник готелю, Пітер Штайлер — молодший, якого у свій час врятував від каторги Холмс: суд дав Штайлеру—молодшому лише мінімальний строк за грабіж голови Купідона з королівського музею.
Але вороги Холмса не полишають його і тут. Під час однієї з прогулянок Ватсона і Холмса по Альпах, їх ледь не вбило каміння, спадаюче з гір.
Моріарті було мало вбити Холмса (застрелити чи отруїти), він хотів цілковито знищити детектива і, за можливості, знищити саме своїми руками, тому він разом з Мораном вигадують страшний сценарій, де Шерлоку Холмсу дістається роль жертви.
Одного дня, коли Ватсон і Холмс роздивлялися пречудовий пейзаж Рейхенбагського водоспаду, до них підбіг хлопець з готелю та сказав Ватсону, що потрібна його допомога. Англійська леді захворіла на туберкульоз і просить, щоб їй допомагав лише англійський лікар.
Коли доктор іде, Холмс крикнув йому, щоб той допоміг Рональду Адеру, проте Ватсон не почув його і пішов далі. У цей час до Шерлока спустився з гори Моріарті, а на вершині іншої Холмс побачив Морана з рушницею. Детектив написав короткого листа Ватсону та почав смертельний двобій з професором Моріарті. 
Ватсон, коли прийшов у готель, дізнався від Штайлера, що його на допомогу ніхто не кликав. Почувши це, Ватсон взяв револьвер та побіг до Холмса. Прибігши до водоспаду разом зі Штайлером — молодшим, Ватсон знайшов короткого листа Холмса, де прочитав його прохання «врятувати Адера». 
Для доктора Ватсона і Пітера Штайлера розуміння, що Холмс загинув, було надзвичайно трагічною звісткою.

### Полювання на тигра

Брендовий кадр з третьої серії телесеріалу

Доктор Ватсон часто читає заповіт Холмса місис Хадсон. Ватсон і місис Хадсон ніяк не можуть повірити, що Холмса немає.
Доктор весь час пам'ятає останнє прохання Шерлока, врятувати Рональда Адера, тому він шпигує за Адером, то переодягнувшись священником Католицької церкви, то залишається доктором, але вбраним, наче франт. Проте всі старання доктора провалюються, коли Адера знаходять убитим за таємничих обставин.
Інспектор Лестрейд та Грегсон вирішують, що якщо Ватсон так багато стежив за Адером, то він і є убивця. Та одного дня на Бейкер-стріт, в дім 221-б, завітав старий, який начебто продавав книги, ним виявляється ніхто інший, як Шерлок Холмс! Місис Хадсон і доктор Ватсон, побачивши Холмса, втратили свідомість. 
Холмс розповів їм, як він вижив, а Моріарті розбився об скелі та як Моран поранив його у руку і вирішив, що через це Холмс теж упав зі скелі.
А вночі того ж дня компаньйони впіймали Морана, коли той намагався убити Холмса, дізнавшись, що той живий. Дуже цікавим був спосіб, яким Моран хотів позбавити життя Холмса. Злодій хотів застрелити детектива з духової рушниці, яка безшумно стріляла револьверними кулями. 
Серія закінчується тим, що до Шерлока Холмса повинна завітати якась таємнича леді.

## У ролях

### У головних ролях
- Василій Ліванов — Шерлок Холмс
- Віталій Соломін — доктор Ватсон
- Ріна Зелена — місіс Хадсон
- Борислав Брондуков — інспектор Лестрейд (озвучив Ігор Єфимов)

### Король шантажу
- Борис Клюєв — Майкрофт Холмс, брат Шерлока
- Борис Рижухін — Чарльз Мілвертон
- Валентина Паніна — леді Хакслі
- Анатолій Подшивалов — Прайс
- Світлана Крючкова — Агата

### Смертельний двобій
- Микола Крюков — полковник Моран
- Віктор Євграфов — професор Моріарті
- Олександр Захаров — Рональд Адер
- Борис Клюєв — Майкрофт Холмс
- Олексій Кожевніков — містер Мерей
- Гнат Лейрер — Петер Штайлер-молодший
- Подшивалов Анатолій Миколайович — Прайс
- Дмитро Хрильов — хлопець з готелю
- Юрій Еллер — людина Моріарті
- І. Андронніков — епізод

### Полювання на тигра
- Ігор Дмитрієв — інспектор Грегсон
- Віктор Євграфов — професор Моріарті
- Олександр Захаров — Рональд Адер
- Олексій Кожевніков — містер Мерей
- Борис Клюєв — Майкрофт Холмс
- Микола Крюков — полковник Моран
- Подшивалов Анатолій Миколайович — Прайс (озвучив Ігор Єфимов)
- Валерій Смоляков — кебмен
- Е. Харкевич — епізод
- І. Краславська — епізод

## Знімальна група
- Сценарій: Володимир Валуцький
- Режисер: Ігор Маслєнніков
- Оператори: Анатолій Лапшов та Юрій Векслер
- Композитор: Володимир Дашкевич
- Художник: Марк Каплан

## Пародії
- Шерлок Холмс і доктор Ватсон: Вбивство лорда Вотербрука (2005)
- Шерлок Холмс і чорні чоловічки (2012)
- Шерлок Холмс і Королівські іграшки (2014)

## Кіноляпи
- У серії «Король шантажу», Шерлок Холмс показує Ватсону набір грабіжницьких інструментів, серед них він виділяє алмазний склоріз, який насправді був виготовлений лише в другій пол. ХХ ст. [1]
- В третій серії фільму є такий кіноляп. Коли Ватсон, переодягнений в католицького падре, заходить в клуб «Богатель», ми бачимо як тамтешні гравці розраховуються доларами XX століття, а не англійськими фунтами стерлінгів XIX сторіччя. [2]

## Цікаві факти

Зображення героїв радянського фільму на аверсі дводоларової монети

- Нова Зеландія ввела в обіг серію срібних дводоларових монет, на аверсі яких зображені кадри з радянського телесеріалу[3].
- Інспектора Лестрейда, зіграв Борислав Брондуков, овучив Ігор Єфимов, а професора Моріарті — Олег Даль.
- Віктор Євграфов, крім того, що зіграв професора Моріарті, також був і постановником трюків.
- Рейхенбахський водоспад багато хто вважає витвором уяви Артура Конан-Дойля, однак, від дійсно існує неподалік від швейцарського міста Мейрінген, як у розповіді, так і у фільмі. Біля водоспаду була встановлена меморіальна дошка, а біля Мейрінгена стоїть пам'ятник містеру Шерлоку Холмсу.
- У фільмі досить часто зустрічаються ленінградські пейзажі — наприклад, ботанічний сад, Мала Жовтнева залізниця, Єлагін острів і т. д.
- Як маєток Мілвертона був знятий знаменитий Котедж в Александрійському парку Петергофа.